# Miss Rio Grande do Norte 2010
Miss Rio Grande do Norte 2010 foi a 53ª edição do tradicional concurso de beleza feminina do Estado, válido para o certame nacional de Miss Brasil 2010, único caminho para o Miss Universo. O concurso contou com a participação de vinte e sete (27) candidatas em busca do título que pertencia à natalense - porém representante de São Gonçalo do Amarante - eleita Miss Brasil 2009, Larissa Costa, vencedora do título no ano passado. O concurso se realizou no dia 17 de Março  e teve como vitoriosa a candidata de Serrinha dos Pintos,  Joyce Cristiny de Oliveira Silva. 

## Resultados

### Colocações
| Posição               | Município e Candidata |
| Vencedora             | - Serrinha dos Pintos - Joyce Oliveira |
| 2º. Lugar             | - Macaíba - Deise Benício |
| 3º. Lugar             | - Macau - Raíssa Campêlo |
| 4º. Lugar             | - Natal - Giovanna Germek |
| 5º. Lugar             | - Parnamirim - Mariana Mamede |
| Top 16 Semifinalistas | - Acari - Nicole Medeiros - Apodi - Flávia Fernandes - Caicó - Renata Luana - Caraúbas - Denise Tavares - Felipe Guerra - Caroline Reis - Monte Alegre - Mara Laíza - Mossoró - Gyokonda Rocha - Parelhas - Paula Priscilla - Patu - Vanessa Fernandes - São Gonçalo do Amarante - Hyúcha Nunes - Touros - Heloíza Campos |

### Prêmios Especiais
Os prêmios distribuídos pelo concurso neste ano:
| Prêmio        | Município e Candidata       |
| Miss Simpatia | - Monte Alegre - Mara Laíza |
| Miss Internet | - Macaíba - Deise Benício   |

### Ordem dos Anúncios
| 1. Macaíba 2. São Gonçalo do Amarante 3. Acari 4. Mossoró 5. Parnamirim 6. Caraúbas 7. Felipe Guerra 8. Parelhas 9. Apodi 10. Serrinha dos Pintos 11. Natal 12. Touros 13. Caicó 14. Macau 15. Patu 16. Monte Alegre | 1. Macaíba 2. Natal 3. Parnamirim 4. Serrinha dos Pintos 5. Macau |  |  |

## Candidatas
Disputaram o título este ano:
| - Acari - Nicole Medeiros - Afonso Bezerra - Jézica Kainara - Angicos - Andréia Louise - Apodi - Flávia Danielle - Caicó - Renata Luana - Caraúbas - Denise Tavares - Ceará-Mirim - Paloma Bezerra - Currais Novos - Larissa Karenine - Felipe Guerra - Caroline Reis | - Itaú - Maria Eduarda - Jardim de Piranhas - Ellen Fonsêca - Lucrécia - Kitéria Câmara - Macaíba - Deise de Moura - Macau - Raíssa Campêlo - Monte Alegre - Mara Laíza - Mossoró - Jyokonda Rocha - Natal - Giovanna Germek - Nova Cruz - Shyrlaynne Duarte | - Parelhas - Paula Priscila Pereira - Parnamirim - Mariana Mamede - Patu - Vanessa Fernandes - Santa Cruz - Larissa Costa - Santana do Matos - Kaline Matos - São Gonçalo do Amarante - Hyúcha Nunes - Serra do Mel - Jadeany da Costa - Serrinha dos Pintos - Joyce Christiny - Touros - Ana Heloísa Campos |